# Brachycorythis splendida
Brachycorythis splendida är en orkidéart som beskrevs av Victor Samuel Summerhayes. Brachycorythis splendida ingår i släktet Brachycorythis och familjen orkidéer. Inga underarter finns listade i Catalogue of Life.